# 毛叶木姜子
毛叶木姜子（学名：Litsea mollis）为樟科木姜子属下的一个种。其种加词“mollis ”意为“柔软的”。
现接受名为山鸡椒（Litsea cubeba (Lour.) Pers., 1807）。